# Mormonia innubens
Mormonia innubens är en fjärilsart som beskrevs av Achille Guenée 1852. Mormonia innubens ingår i släktet Mormonia och familjen nattflyn. Inga underarter finns listade i Catalogue of Life.